# Azerbaijanfilm
Azerbaijanfilm (en azerí: Azərbaycanfilm) es la compañía de producción de cine estatal de Azerbaiyán y los principales estudios de cine del país. Fue creado en Bakú en 1920 como un departamento de fotografía y cine del Comisariado del Pueblo de la República Socialista Soviética de Azerbaiyán y en 1923 fue renombrado como "Oficina de Foto-Cine de Azerbaiyán" (AFKI).
Pasó por varios cambios de nombre, incluyendo Azdovletkino (1926-1930), Azkino (1930-1933), Azfilm (1933), Azdovletkinosenaye (1934), Azerfilm (1935-1940), y Bakú Cinema studio (1941-1959), antes de adoptar su nombre actual en 1960 como Estudio de cine Azerbaijanfilm Jafar Jabbarly. En la actualidad, Azerbaijanfilm es propiedad del Ministerio de Cultura y Turismo de Azerbaiyán.
En los estudios se filmaron y produjeron varias de las grandes producciones del período soviético de Azerbaiyán, como Arşın mal alan (1965), İstintaq (1979) o Qorxma, mən səninləyəm (1981).